# Viișoara (gmina w okręgu Teleorman)
Viișoara – gmina w Rumunii, w okręgu Teleorman. Obejmuje tylko jedną miejscowość Viișoara. W 2011 roku liczyła 1889 mieszkańców. 